# Денисов Віталій Геннадійович
Віта́лій Генна́дійович Дени́сов (нар. 23 лютого 1987, Ташкент) — узбецький футболіст, лівий захисник російського «Ротора». Син відомого в минулому гравця «Пахтакора» Геннадія Денисова.
Грав за національну збірну Узбекистану.

## Клубна кар'єра
Народився 23 лютого 1987 року в Ташкенті. Вихованець юнацьких команд футбольних клубів «Пахтакор» та «Спортакадемклуб».
2003 року уклав свій перший контракт, ставши гравцем ЦСКА (Москва). Невзовзі отримав важку травму, від якої тривалий час відновлювався. Згодом грав за «дубль», за основну команду вистипав виключно в кубкових іграх.
Протягом 2006 року на умовах оренди захищав кольори «Спартака» (Нижній Новгород).
2007 року був запрошений до дніпропетровського «Дніпра», в якому протягом шести років був ключовим гравцем на лівому фланзі захисту. 
14 січня 2013 року уклав трирічний контракт з московським «Локомотивом», прийшовши до команди на правах вільного агента. У складі «залізничників» також був основним лівим захисником, допоміг команді виграти два кубки Росії, а в сезоні 2017/18 — стати чемпіоном країни.
Згодом протягом 2018–2019 років на правах оренди грав за самарські «Крила Рад», після чого став гравцем «Рубіна». В обох командах вже був гравцем ротації.
16 січня 2020 року уклав контракт з «Ротором».

## Виступи за збірну
2006 року дебютував в офіційних матчах у складі національної збірної Узбекистану. Протягом кар'єри у національній команді, яка тривала 13 років, провів у її формі 73 матчі, забивши 1 гол.
У складі збірної був учасником кубка Азії з футболу 2007 року і кубка Азії з футболу 2015 року.

## Титули і досягнення
- Чемпіон Росії (4):

ЦСКА (Москва): 2003, 2005, 2006
«Локомотив» (Москва): 2017-2018
- Володар Кубка Росії (4):

«Локомотив» (Москва): 2014-2015, 2016-2017
ЦСКА (Москва): 2004-2005, 2005-2006
- Володар Суперкубка Росії (1):

ЦСКА (Москва): 2004
- Володар Кубка УЄФА (1):

ЦСКА (Москва): 2004-2005